# Centaurium quadrifolium
Centaurium quadrifolium là một loài thực vật có hoa trong họ Long đởm. Loài này được (L.) G.López & C.E.Jarvis mô tả khoa học đầu tiên năm 1983 publ. 1984.